# Salaam FC Bor
El Salaam FC Bor es un equipo de fútbol de Sudán del Sur que juega en el Campeonato de fútbol de Sudán del Sur, la primera división nacional.

## Historia
Fue fundado en el año 1998 en la ciudad de Bor, Sudán del Sur, pero fue hasta 2023 que juega en la primera división nacional por primera vez, temporada en la que consigue el título nacional.
Tendría su primera participación internacional en la Liga de Campeones de la CAF 2023-24, pero abandonaría el torneo en la primera ronda cuando iba a enfrentar al Al-Hilal Omdurmán de Sudán por problemas financieros.

## Palmarés
- Campeonato de fútbol de Sudán del Sur: 1

2023